# Karl von Heyden (Landrat)
Karl Julius von Heyden-Nerfken (* 24. März 1796 auf Nerfken, Landkreis Preußisch Eylau; † 27. September 1857 ebenda) war ein preußischer Adeliger und Landrat beim Landkreis Preußisch Eylau.

## Leben
Karl von Heyden-Nerfken entstammte dem ostpreußischen Adelsgeschlecht Heyden-Nerfken, das seit 1728 Besitzer von Nerfken war.
Seine Eltern waren Jakob von Heyden-Nerfken (1728–1812) und dessen zweite Ehefrau Albertine von Klingspor (1770–1823). Sein älterer Bruder Friedrich von Heyden-Nerfken (1789–1851) war Ober-Regierungsrat und wurde ein bekannter Schriftsteller, und Dr. phil. In seiner Jugend wurde er im Februar 1807 Zeitzeuge der Schlacht bei Preußisch Eylau.
Er heiratete Sophie Karoline Buff (1805–1862), eine Nichte von Charlotte Buff, die Johann Wolfgang von Goethe für Werthers Lotte („Charlotte S.“) als Vorbild gedient hatte.
Von 1840 bis zum Tod am 27. September 1857 war er Landrat beim Landkreis Preußisch Eylau und hat vor allem den Straßenbau nachdrücklich gefördert.
Der älteste Sohn Wilhelm von Heyden-Nerfken (1825–1886) bekam Gut Molditten, und gründete eine Familie. Sein zweiter Sohn Carl von Heyden-Nerfken (1827–1898) wurde Gutsherr und Erbe des Gutes Nerfken und stiftete im Jahr 1897 den Glockenturm der evangelischen Pfarrkirche in Petershagen. Der dritte Sohn Eugen von Heyden-Nerfken (1829–1890) war kurzzeitug Gutsbesitzer. Der jüngste Sohn Geoerg von Heyden-Nerfken (1831–1903) war Gutsherr und Direktor einer Strafanstalt. Die Tochter Emma, geboren 1845, heiratete Richard von Hoepffner, dann den Major Friedrich von Stier.

## Genealogie
- Gothaisches Genealogisches Taschenbuch der Adeligen Häuser. Alter Adel und Briefadel. 1922. Sechzehnter Jahrgang, Justus Perthes, Gotha 1921, S. 396 f., In: Internet Archive.